# نقش معنایی
نقش معنایی (به انگلیسی: semantic role) یا رابطه موضوعی (به انگلیسی: Thematic relation) در برخی نظریات زبان‌شناسی، بیانگر نقش‌های مختلفی است که یک عبارت اسمی، با توجه به عمل یا حالت توصیف شده توسط فعل فرمانده (حکمران)، که معمولاً فعل اصلی جمله است، می‌تواند بازی کند. برای مثال، در جمله «سوسن یک سیب خورد»، سوسن انجام دهنده عمل خوردن است، بنابراین او یک کنشگر است، سیب موردی است که خورده می‌شود، بنابراین یک کنش‌پذیر است. درحالیکه بیشتر نظریه‌های زبانی مدرن به این رابطه‌ها به نحوی ارجاع می‌کنند، هم «عبارات عمومی»، و هم عبارت برای «رابطه ویژه» موارد مختلفی می‌تواند باشد: مثلا «نقش مشارکتی»، «نقش معنایی»، و «حالت عمیق» برای مفهوم مشابهی استفاده شده‌است.

## نقش‌های معنایی (روابط موضوعی) اصلی
این روابط موضوعی اصلی شناسایی شده‌است:

### کنشگر(Agent)
عمل را به صورت عمدی انجام می‌دهد (مثلا بیژن سوپش را آهسته خورد).

### تجربه‌گر (Experiencer)
موجودیتی است که ورودی حسی یا هیجانی را می‌پذیرد (مثلا سوسن سرود را شنید. من گریه کردم).

### محرک (Stimulus)
موجودیتی است که احساس‌های حسی یا هیجانی را برمی‌انگیزاند - به صورت غیرعمد (مثلا داوود از پیاز متنفر است!).

### موضوع (Theme)
دستخوش (متحمل) عمل است ولی چگونگیش تغییر نمی‌کند (مثلا ما به یک خدا اعتقاد داریم. من دو فرزند دارم. من کتاب را روی میز قرار دادم. او تفنگ را به افسر پلیس داد) (گاهی موضوع به صورت قابل تعویض با کنش‌پذیر استفاده می‌شود)

### کنش‌پذیر(Patient)
دستخوش (متحول) عمل است و چگونگیش نیز تغییر می‌کند (مثلا سنگ‌های درحال افتادن ماشین را خرد کرد) (گاهی به صورت قابل تعویض با موضوع استفاده می‌شود).

### ابزار (Instrument)
برای انجام دادن عمل استفاده می‌شود (مثلا جعفر روبان را با قیچی برید).

### راننده یا دلیل طبیعی (ForceorNatural Cause)
عمل را به صورت بدون فکر (غیرعمدی) انجام می‌دهد (مثلا بهمن معبد قدیمی را خراب کرد).

### مکان (Location)
مکانیکه عمل رخ می‌دهد (مثلا لیلا و جعفر بدون توجه در پارک آهنگ زدند. من در خانه ژاله برای مطالعه برای امتحانم می‌مانم).

### هدف یا مقصد (Direction or Goal)
جاییکه عمل به آن سمت متمایل است (مثلا کاروان به سمت واحه دور راهش را ادامه داد. او به سمت مدرسه قدم زد).

### پذیرنده (Recipient)
نوع خاصی از هدف است که با افعالی که بیان کننده تغییر در مالکیت، یا دارایی است، مرتبط است (من به جعفر نامه نوشتم. او کتاب را به مریم داد).

### منبع یا منشأ (Source or Origin)
جاییکه عمل از آن نشات می‌گیرد (مثلا راکت از فرماندهی مرکزی پرتاب شد. او قدم زنان از بیژن دور شد)

### زمان (Time)
زمانیکه در آن عمل رخ داده‌است (مثلا امروز پارچ به نه تکه شکست).

### بهره‌بر (ذینفع) (Beneficiary)
موجودیتی که برای منفعت یا سود او عمل رخ می‌دهد (مثلا من برای رستم کیک درست کردم. او یک خودرو برای من درست کرد. من برای شاه می‌جنگم).

### شیوه (سبک) (Manner)
روشی است که عمل انجام می‌شود (مثلا تینا فوراً به ۹۱۱ زنگ زد).

### نیت (قصد) (Purpose)
دلیلی است که برای آن یک عمل انجام می‌پذیرد (مثلا تینا برای کمک گرفتن، فوراً به ۹۱۱ زنگ زد).

### دلیل (Cause)
چیزی که به دلیل آن، در وهله اول، عمل رخ می‌دهد؛ نه برای آن چیز، بلکه بیشتر به خاطر آن چیز (مثلا چونکه کریم گرسنه بود، او کیک را خورد).
همیشه مرزهای مشخصی بین این رابطه‌ها نیست. برای مثال در جمله «چکش پنجره را شکاند»، چکش می‌تواند برچسب کنشگر را بگیرد، یک ابزار باشد، یک راننده یا احتمالاً یک دلیل است. با این حال، برچسب‌های نقش معنایی، از نظر منطقی پذیرفتنی‌تر از بقیه‌شان است.

## رابطه با حالت دستوری
در خیلی از زبان‌ها، مثل فنلاندی، مجاری یا ترکی استانبولی، رابطه‌های موضوعی می‌تواند در نشانه‌های حالت دستوری روی اسم بازتاب یابد. برای مثال، در زبان مجاری، یک پسوند حالت ابزاری (-val/-vel) دارد، که به صورت صریح ابزار یک جمله را نشان‌گذاری می‌کند. در زبان‌هایی مثل انگلیسی این رابطه‌های موضوعی معمولاً توسط حرف‌اضافه نشانگذاری می‌شوند.

## ناسازگاری در کلمات فنی
عبارت نقش معنایی معمولاً با نقش تتا اشتباه گرفته می‌شود. بسیاری از زبان‌شناسان (مخصوصا آنها که در مکتب گرامر زایشی اند) این دو عبارت را به جای هم به کار می‌برند. این به آن دلیل است که نقش تتا معمولاً توسط برجسته‌ترین نقش معنایی که با آن مرتبط هستند، نام‌گذاری می‌شوند. اگر بخواهیم موضوع را پیچیده‌تر کنیم، بر اساس آنکه کدام دیدگاه نظری را درنظر بگیریم، رابطه‌های گرامری فاعل، مفعول، و غیره معمولاً به صورت نزدیکی با نقش‌های معنایی متصل هستند. برای مثال، در سنت نوع‌شناسی، کنش‌پذیرها/کنشگرها (یا شناسه‌های «مشابه با کنشگر») به صورت مکرر با مفهوم فاعل (S) همپوشانی دارند. این ایده‌ها، وقتیکه به صورت متمایز استفاده شوند، به این صورت قابل تمایز هستند:

### نقش معنایی
منحصراً توصیف معنایی است در مورد روشی که در آن موجودیت‌های توصیف شده توسط عبارات اسمی، در رابطه با معنی کنش توصیف شده توسط فعل، کار می‌کنند. یک اسم می‌تواند بیش از یک رابطه موضوعی داشته باشد. تقریباً هر عبارت اسمی حداقل یک رابطه موضوعی را حمل می‌کند (استثناها پوچ‌واژه اند). رابطه‌های موضوعی در مورد یک اسم، در جمله‌هایی که ترجمه آزاد از جمله دیگری هستند، مشابه می‌باشند.

### نقش تتا
نقش تتا ساختاری نحوی است که بازتاب دهندهٔ محل در ساختار شناسه ای فعلی هستند که با آن مرتبط می‌باشند. یک اسم فقط یک نقش تتا را می‌تواند داشته باشد. فقط شناسه‌ها نقش معنایی دارند. افزوده‌ها نقش تتا ندارند.

### نقش دستوری
در مورد عبارت اسمی موحود در یک جمله، بیان کننده محل سطحی آن است (در زبان‌هایی مثل انگلیسی) یا حالت آن را بیان می‌کند (در زبان‌هایی مثل لاتین).
رابطه‌های موضوعی متوجه طبیعت رابطه بین معنای فعل و معنای اسم است. نقش تتا دربارهٔ تعداد شناسه‌هایی است که یک فعل به آن نیاز دارد (که صرفاً یک مفهوم نحوی است). نقش‌های تتا رابطه‌های نحوی‌ای هستند، که به رابطه‌های موضوعی معنایی ارجاع دارند.

## مثال
برای مثال در جمله «رستم روز جمعه، به فرید کتاب را تحویل داد.»
- رابطه موضوعی: رستم عمل را انجام داده‌است بنابراین کنشگر است، اما او همچنین منبع کتاب است (توجه کنید که رستم دو رابطه موضوعی دارد)؛ کتاب موجودتی است که در مورد آن عمل انجام شده‌است، بنابراین یک کنش‌پذیر است، فرید هدف/مقصد، یا گیرندهٔ عمل تحویل‌دادن است. جمعه نمایش دهنده زمان وقوع عمل است.
- نقش‌های تتا: فعل «تحویل دادن» به سه شناسه نیاز دارد (ظرفیت راببینید). در گرامر زایشی، این موضوع توسط تعداد و نوع نقش‌های تتایی است که فعل می‌پذیرد رمزگذاری می‌شود. نقش تتا توسط برجسته‌ترین رابطه موضوعی مرتبط با آن نام گذاری می‌شود؛ بنابراین سه شناسه مورد لزوم محتوی نقش‌های تتایی هستند که کنشگر (رستم)، کنش‌پذیر (یا نقش) (کتاب) و هدف/گیرنده (فرید) نام دارند. «روز جمعه» یک نقش تتا را از فعل نمی‌پذیرد زیرا یک افزوده‌است. توجه کنید که رستم دو رابطه موضوعی دارد (کنشگر و منبع)، اما فقط یک نقش تتا دارد (شکاف شناسه مرتبط با این رابطه‌های موضوعی).
- رابطه گرامری: فاعل (S) در این جمله رستم است، مفعول (O) کتاب است، مفعول غیر مستقیم برای فرید است، و روز جمعه یک غیر مستقیم است.